# Presa d'ostatges de Beslan
La crisi de la presa d'ostatges de Beslan, fa referència als fets ocorreguts a partir de l'1 de setembre de 2004 a l'Escola número 1 de Beslan, una localitat d'Ossètia del Nord, a la Federació Russa, quan un grup armat dirigit per l'ingúix Magomet Ievloiev i inspirat pel txetxè Xamil Bassàiev va segrestar més de mil escolars i mestres. Els enfrontaments entre les Spetsnaz (forces d'assalt russes) i els segrestadors van acabar el 3 de setembre amb 344 civils morts, 186 d'ells nens i nenes.

## Desenvolupament de la Crisi

### 1 de setembre
A les 9:30h hora local, un grup armat d'aproximadament una trentena d'homes i dones envaeix l'Escola numéro 1 de Beslan, on els alumnes de 7 a 18 anys celebren amb pares i mestres el primer dia de curs. La majoria dels assaltants duen passamuntanyes negres i alguns cinturons d'explosius. Després d'un primer intercanvi de foc amb la policia, on moren cinc agents i un assaltant, el grup terrorista penetra dins de l'edifici. Tot i que més de cinquanta persones van poder fugir en la confusió inicial, van quedar atrapats com a ostatges més de 1300 persones. Mentre es dubtava del nombre real d'ostatges, els assaltants van assassinar vint adults com a gest intimidatori a les forces policials. A partir d'aleshores, el cordó policial a l'exterior de l'escola va comptar amb la presència d'unitats de policia, dels serveis secrets i de l'exèrcit russos. Els assaltants van concentrar els ostatges al gimnàs, omplint la resta d'espais de l'edifici amb mecanismes. Així, amenacen de matar un gran nombre d'ostatges per cada assaltant mort o ferit, i de detonar tots els explosius en cas que les forces especials russes entressin a l'edifici. En un primer intent negociador el govern rus accedeix a enviar Leonid Roshal, un pediatre que dos anys abans havia negociat l'alliberament de nens amb els txetxens que havien assaltat un teatre de Moscou. Una reunió del Consell de Seguretat de les Nacions Unides, a petició de Rússia, va condemnar aquell vespre l'assalt, demanant "l'alliberament incondicional dels ostatges de Beslan".

### 2 de setembre
El fracàs de les negociacions amb Roshal va marcar el segon dia de segrest, i els assaltants van endurir les condicions dins de l'escola refusant l'entrada d'aliments, aigua i medicaments. Tampoc permeten retirar els cadàvers de les primers víctimes. Les condicions a l'interior del gimnàs van esdevenir deplorables, amb una elevada temperatura que obligà molts ostatges a treure's la roba. A la tarda, la intervenció negociadora de l'expresident ingúix Ruslan Auxev aconsegueix l'alliberament de 26 mares amb alguns dels seus fills. A les 15:30h, els assaltants detonen granades en un acte considerat intimidatori.

### 3 de setembre
El matí del tercer dia, els segrestadors van autoritzar l'entrada d'equips mèdics per a retirar els cadàvers de 21 ostatges que s'havien començat a descompondre. Quan aquests serveis mèdics s'acosten a l'escola, a les 13:04h, els assaltants obren foc i dos membres dels equips mèdics moren. Se senten alhora dues grans explosions, i l'enfonsament d'un mur del gimnàs permet la fuga d'una trentena d'ostatges que es troben, tot seguit, amb el foc creuat. Aquesta cadena de fets, que marcà el desenllaç de la crisi, no ha estat del tot aclarida:
- El conseller presidencial Aslambek Aslakhanov va declarar que la primera explosió fou accidental degut als precaris sistemes usats pels assaltants, segons el testimoni d'un ostatge.
- Una persona anònima de Ministeri de Situacions d'Emergència, va assenyalar l'arribada dels equips mèdics com l'inici del foc creuat sense aclarir quin dels dos bàndols l'inicià.
- Ruslan Auxev va declarar al diari Nòvaia Gazeta que si bé un segrestador va provocar accidentalment la primera explosió, aquesta va ser contestada per foc de civils armats que hi havia a l'exterior, determinant els segrestadors a la batalla final i a les forces russes a forçar l'assalt de l'escola.
- Dues versions d'origen controvertit han assenyalat, també, com a origen de la primera explosió, la detonació dels explosius de dues segrestadores, que en sentir trets s'haurien immolat, i el tret d'un franctirador que hauria impactat en el detonador d'un segrestador.

Les explosions van iniciar una caòtica batalla de les forces especials, l'exèrcit i tropes del Ministeri de l'Interior, amb els segrestadors. L'atac dels primers va incloure l'ús d'helicòpters i tancs. Les detonacions activades pels segrestadors van destruir i incendiar la major part de l'edifici. Les explosions, els trets dels segrestadors i el foc creuat van anar augmentant el nombre d'ostatges morts. Després de dues hores de combats, a les 15:00h, els agents russos tenien controlat la majoria de l'edifici, tot i que en entrar-hi van localitzar i executar tres segrestadors que s'havien fet forts als baixos de l'escola, en una acció en què també van morir els ostatges que hi retenien. Un altre grup de segrestadors es va refugiar en una casa prop de l'escola, que cap a les 23:00h va ser incendiada i destruïda amb l'ajut de tancs.

### Reaccions i seqüeles
| Nombre de Morts         | Nombre de Morts |
| ----------------------- | --------------- |
| Ostatges                | 344             |
| Serveis d'emergències   | 4               |
| Forces especials russes | 11              |
| Segrestadors            | 31              |

Davant la gravetat del desenllaç de la crisi, el president rus Vladímir Putin vola el dia 4 cap a Beslan, després d'ordenar el tancament de les fronteres d'Ossètia del Nord per evitar la fugida de segrestadors (l'únic segrestador que va sobreviure, Nur-Paxi Kulàiev, havia estat reconegut quan intentava fugir fent-se passar per ostatge). Putin visita els hospitals plens de ferits, i en un discurs televisat admet deficiències en la gestió de la crisi. Es decreten el 6 i 7 de Setembre dies de dol nacional a tota la Federació Russa. El dia 7 es concentren milers de persones a la Plaça Roja de Moscou en senyal de dol. Mentre comencen a celebrar-se massius funerals, la població de Beslan pateix les enormes seqüeles psicològiques i socials de la tragèdia. Les crítiques i la desconfiança cap a la versió dels fets que ofereixen les autoritats es generalitzen, i els familiars de les víctimes s'agruparen en l'associació Mares de Beslan, que ha actuat de grup de pressió davant les investigacions i judici pels fets. Una conseqüència del malestar de la població local seria la dimissió del president osset Aleksandr Dzasokhov el 31 de maig de 2005. Els indicis de negligència i de corrupció en la gestió de la crisi han afectat diversos estaments de les forces de seguretat

## Autoria i Motivacions
Oficialment, el grup d'assaltants va ser de 30 homes i 2 dones, encara que molts ostatges han afirmat que el nombre de segrestadors era superior. Des del primer moment de la crisi, la identitat i les motivacions del grup segrestador van ser motiu de forta controvèrsia. La presència en el grup d'ingúixos, txetxens i d'originaris d'altres zones del Caucas, va fer que l'acció no s'imputés a la resistència txetxena amb la facilitat que s'havia fet dos anys abans en la presa d'ostatges del teatre Dubrovka de Moscou. Així, per la part txetxena Aslan Maskhadov va condemnar ràpidament l'atac, i el representant del govern rus Aslambek Aslakhanov afirmava que els segrestadors no l'havien comprès quan s'hi havia dirigit en txetxè. La reivindicació dels fets per part de Xamil Bassàiev, el 17 de setembre, no va sorprendre perquè les accions del guerriller txetxè sempre havien buscat la desestabilització del Caucas Nord en favor de la causa txetxena. El conflicte de la dècada dels noranta entre Ossètia del Nord i Ingúixia pel districte de Prigorodni, recobrava actualitat amb la presència d'ingúixos en l'assalt, com Magomet Yevloyev, que ja havia participat en un atac a Nazran al costat de Bassàiev. Tanmateix, la deriva wahabbista dels guerrillers txetxens i la voluntat del govern de Moscou de vincular les guerres txetxenes amb la lluita contra el terrorisme internacional, van fer que la versió oficial destaqués l'hetereogeneïtat del grup de segrestadors, i la suposada implicació de membres d'Al-Qaida en el finançament, planificació i execució de l'acció.

### El judici a Nur-Paxi Kulàiev
El 17 de maig de 2006 es va iniciar a Vladikavkaz el procés a l'únic segrestador supervivent, Nur-Paxi Kulàiev, acusat entre altres crims d'assassinat, segrest i terrorisme. La part civil demandant estava formada per 1.343 persones. El 26 de maig va ser condemnat a la pena de mort, tot i que per actual moratòria en l'execució de la pena capital li va ser commutada per la cadena perpètua.

## Sèntència del TEDH
L'any 2017 el Tribunal Europeu de Drets Humans va sentenciar a favor de 409 ciutadans russos, familiars de les víctimes i supervivents, que havien denunciat el govern rus per no haver fet prou per evitar la massacre, no havien protegit les víctimes i no havien fet una investigació posterior adecuada. Per això, el tribunal condemnà Rússia a pagar 3 milions d'euros als demandants, en una sentència criticada pel Kremlin, però que va acceptar.
| « | les autoritats disposaven d'informació prou precisa que indicava que es preparava a la regió un atac terrorista, vinculat a l'inici del curs escolar”, però, tot i tenir aquesta informació, “no van adoptar mesures suficients per impedir que els terroristes es reunissin i preparessin l'atac […] I tampoc van reforçar la seguretat als centres escolars de la regió, ni van advertir l'administració escolar, ni els pares ni els alumnes de l'existència de l'amenaça | » |
| — | |   |